# Stefano di Châtillon
Stefano di Châtillon (Châtillon-sur-Chalaronne, 1150 – Die, 7 settembre 1208) è stato un monaco, poi abate certosino, divenuto vescovo di Die. È venerato dalla Chiesa cattolica come santo e patrono della città di Châtillon.
Nacque a Châtillon-les-Dombes (oggi Châtillon-sur-Chalaronne), allora appartenente all'arcidiocesi di Lione, dalla nobile famiglia degli Chatillons.

## Agiografia
Fin dalla più tenera età mostrò un carattere dolce, modesto e disponibile, una grande saggezza e prudenza e molta propensione per lo studio e per la preghiera. I suoi coetanei però lo consideravano un po' misantropo. Per seguire la sua vocazione mistica, a venticinque anni entrò nell'Ordine certosino e si ritirò nella Certosa di Portes, nella regione del Bugey, dedicandosi allo studio, al digiuno e alla penitenza, andando ben oltre le prescrizioni imposte dalla regola certosina e dai superiori. Passava spesso la notte vegliando e meditando. Alla morte del suo superiore, nel 1196 i suoi confratelli lo elessero Priore, incarico che resse con molta saggezza. 
Le sue virtù taumaturgiche e profetiche si evidenziarono ben presto con molte guarigioni prodigiose e con profezie poi confermate, la sua profezia più nota è quella della predizione della fondazione dell'Ordine Domenicano, avvenuta poi realmente nel 1215, ben sette anni dopo la sua morte. La fama della sua santità si sparse nella regione vicina e un gran numero di fedeli accorsero da lui per ricevere consiglio e conforto spirituale.
Alla morte del vescovo di Die nel Delfinato, i canonici del capitolo della cattedrale lo elessero vescovo a sua insaputa, ma per paura che per umiltà rifiutasse la carica si preoccuparono di rivolgersi a papa Innocenzo III per procurarsi una bolla papale di conferma. Con questa si recarono da lui e lo pregarono di accettare di divenire vescovo di Die, ma egli rifiutò dicendo: «Mi meraviglio che degli uomini saggi come voi, abbiano messo gli occhi su un religioso ignorante e sconosciuto, senza esperienza, cresciuto nel deserto e che non conosce gli affari della Chiesa, né quelli del mondo, che non possiede nessuna delle virtù richieste a un vescovo, che dedica tutto il suo tempo alla penitenza. Mi meraviglio che vogliate imporgli un così pesante fardello. Cambiate idea, ve ne prego, smettete di farmi violenza, non accetterò mai!» Ma i canonici non si arresero e si rivolsero al Padre generale dell'Ordine dei certosini, il venerabile Jancelino, priore della Grande Chartreuse, che in nome dell'obbedienza, impose a Stefano di accettare. Nel 1207 fu quindi consacrato vescovo dall'arcivescovo Jean de Sassenage nella cattedrale di Vienne.
Di ritorno a Die improntò il suo episcopato alla massima semplicità, guidando la diocesi con molta saggezza, guidando i fedeli più con il proprio esempio di vita che con le parole. Moralizzò in poco tempo la vita della sua diocesi. Nello stesso tempo non abbandonò mai la Certosa di Portes cui era rimasto legato, periodicamente vi soggiornava, dedicandosi alla preghiera e alla contemplazione. Ebbe sempre una particolare attenzione per i poveri i bisognosi ed i malati, che soccorreva e curava personalmente. Colpito dopo pochi mesi da una grave malattia l'accettò cristianamente offrendo tutte le sue sofferenze per la salvezza delle anime. Qualche giorno prima che ciò avvenisse, Stefano annunciò l'ora e il giorno della propria morte, e mentre sul letto di sofferenza riceveva l'unzione dei malati, una donna affetta da una malattia incurabile gli chiese una benedizione particolare, che egli, con mano tremante, le diede, ottenendone la guarigione.

## Culto
Il Martirologio romano fissa la memoria liturgica il 7 settembre.
Le spoglie di Stefano furono sepolte sotto l'altare della Vergine Maria nella cattedrale di Die. Gli furono attribuiti parecchi miracoli avvenuti dopo la sua morte, tanto che nel 1231 l'arcivescovo di Grenoble Soffroy, insieme ad altri vescovi, scrisse una lettera a papa Gregorio IX proponendo la sua canonizzazione. Nel 1557 venne aperta la tomba e il corpo fu trovato incorrotto, ma nel 1561, durante le guerre di religione, venne profanato, bruciato e disperso dagli Ugonotti. 
Papa Pio IX, nel 1852 approvò il suo culto limitatamente alla diocesi di Valence e nel 1857 lo autorizzò per l'Ordine certosino. Papa Pio X, nel 1907 lo rese universale.
.